# Brian Zengeni
Brian Kumbirai Zengeni (23 april 1985) is een Zimbabwaanse veldrijder. Hij gold als een van de grootste Afrikaanse wielertalenten van zijn lichting. In 2006 was hij smaakmaker in de Ronde van Burkina Faso en hij werd Nationaal kampioen.

## Biografie
Toen de voormalige Belgische wielrenner Roger De Vlaeminck aangesteld werd als Zimbabwaanse bondscoach, boekte Zengeni veel progressie. Hij bracht veel tijd door in België, waar hij veelal trainde. Van het verblijf en de trainingen van Zengeni en diens ploeggenoten maakt VTM een reportage, genaamd 'Allez Allez Zimbabwe'.
In 2007 nam de jonge Zengeni deel aan het WK veldrijden voor beloften. Ondanks dat hij in goede vorm was, kon hij zich niet meten met de wereldtop. Zengeni en zijn ploegnoten waren geen partij voor de ontketende Lars Boom. Toch zag bondscoach De Vlaeminck nog veel mogelijkheden weggelegd voor Zengeni in de nabije toekomst.
Na het WK beleefde Zengeni met het team nog enkele mooie momenten. Door zijn goede prestaties werd hij uitgenodigd voor een UCI-wielerstage van vijf maanden in Zuid-Afrika. Naar aanleiding hiervan vertrok hij voor seizoen 2008 naar JB Cycling Center, de ploeg en academie van Johan Bruyneel. 
Vanaf het seizoen 2009 reed Zengeni voor Harare Cycling.

## Resultaten
- 2006 - 1e plaats Nationaal Kampioenschap wielrennen

## Ploegen
- 2005 - John Saey Cycling Team
- 2006 - John Saey Cycling Team
- 2007 - John Saey Cycling Team
- 2008 - JB Cycling Center
- 2009 - Harare Cycling